# 束胸 (行为)

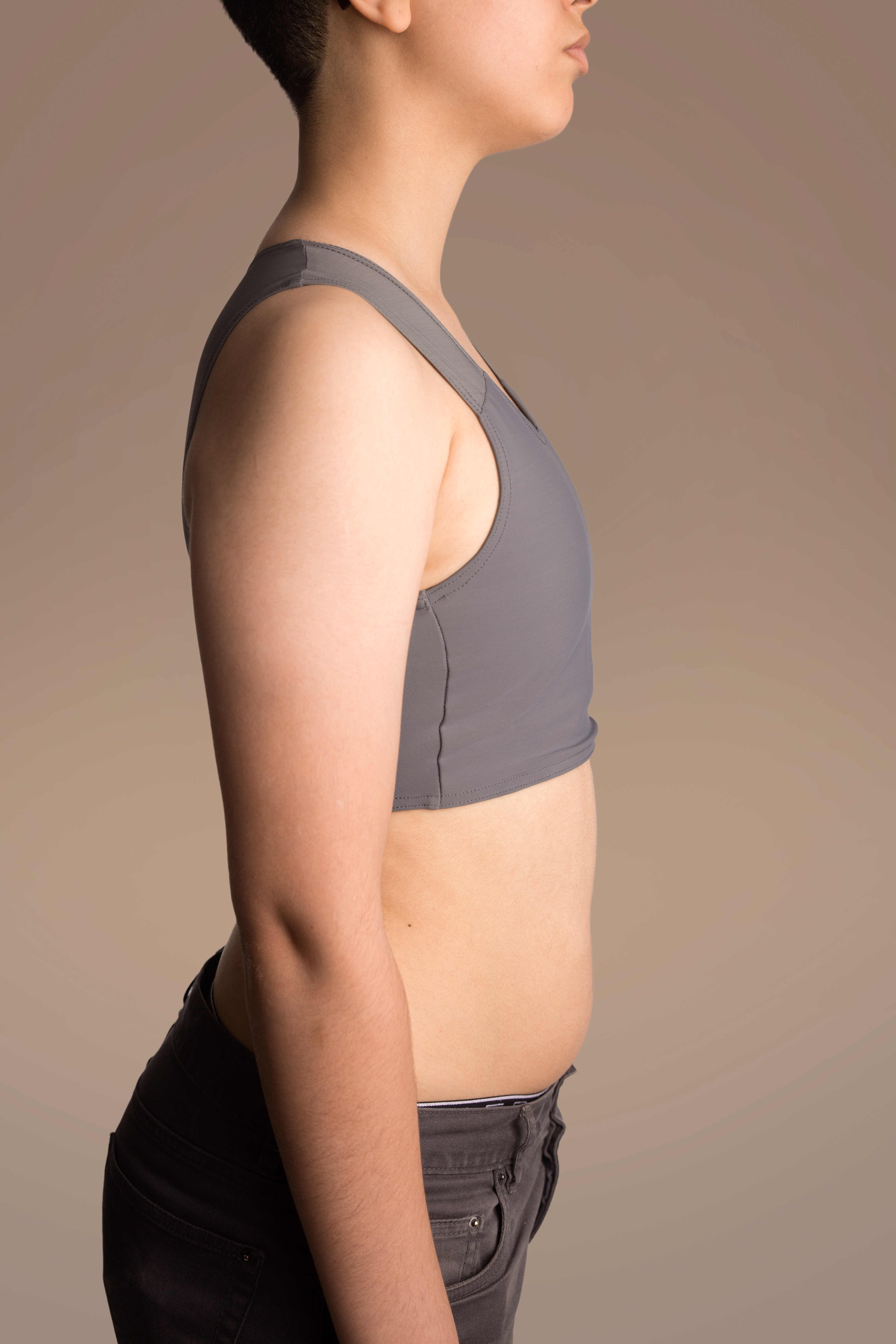
穿着束胸的人。

束胸是通过使用紧身收缩材料使乳房变平的行为。这一词汇同样可以代指用于这一行为的材料或产品。常见的束胸材料包括布条，特制的内衣（通常使用氨纶或其他合成纤维）以及从紧到松的多层衬衫。束胸这一行为普遍出现于跨性别男性中，但一些双性性格和非二元性别者亦会束胸，此外，异性装扮者，coser，和表演者们也会这么做。从广义上讲，女性也可能使用束胸作为胸罩的替代品或是礼节的表现方式。 
使用布条或绷带的束胸行为可能会对身体造成伤害，例如永久性的胸部变形、伤口、创伤以及疤痕。前胸壁的纤维化也会使肺部的扩张能力受限。

## 动机
人们束胸的原因有很多：
- 通过减少（胸部）移动来加速创伤后或术后恢复。
- 身为跨性别者
- 用于cosplay ， crossplay（反串cosplay）和其他形式的化装
- 用于掩盖乳房或乳房发育。
- 为了美和美学追求。
- 减弱外观的女性化程度。
- 用于抑制性别不安。
- 出于运动目的。
- 抑制泌乳。 [2]

一些青少年女孩进入青春期后会束缚乳房。通常这样做是为了避免性意味的注意（她们不想被别人看到）与尴尬（不想让别人知道自己已经开始发育）或是因为她们渴望像以前一样（还不想拥有乳房）。这具有潜在的风险，因为发育中的组织可能会按照受限的形状生长，从而导致永久性变形。青春期女孩束胸可能是躯体变形障碍的症状。 
跨性别男性或有性别不安的人，以及因荷尔蒙替代疗法或隆胸手术而发育出更大乳房的女性，可能会有意识地束胸。跨性别男人和具有其他性别认同的人（通常为男或無性化的认同）可能在“上半身手术”（乳房切除术）的等待过程中束胸，抑或是以束胸作为该手术的替代，以便在生活中被以男性化的身份看待。如果患有男性乳房发育症，男性也可能在手术的等待过程中或是为了替代手术进行束胸，以此控制他们的形象。

## 方法
被称为束胸的专门的内衣（通常使用氨纶或其他合成纤维制成）存在于市面上，通常用于束缚乳房。比起其它选择，它们会更贵，销路也不广，但总的来说比其它备选项要更安全。
其他常见的束胸材料包括布条，弹性或非弹性绷带，以及从紧身到宽松的多层衣物。牛皮胶带也有被使用，但很危险，应当避免。弹性绷带（例如ace绷带）也是不安全的。知名公司的束胸或高性能的运动内衣是最安全的选择。

## 并发症
为了最大程度地减少并发症，通常建议束胸衣物/手段要尽可能地放松，并且佩戴时间不得超过8小时。 长时间的束胸会导致乳房下的皮疹或念珠菌症、  背部或胸部疼痛、呼吸困难、过热或肋骨骨折。 另外，已知一些非常规的束胸材料，例如牛皮胶带或运动绷带，有风险对个人健康造成负面影响，如呼吸急促、肌肉骨骼损伤和皮肤损伤。 
不安全的束胸可能导致乳房永久变形， 造成疤痕和肺部收缩 ，长期的束胸可能对将来的乳房切除术的效果有不利影响。 
一项研究表明，有97.2％的被调查者患有由束胸引起的健康问题。尽管如此，由于认为医疗保健方面的专业人士缺乏相关知识，许多人并不愿意寻求医疗上的帮助并且继续进行束胸，因为他们认为，束胸利大于弊。 在医疗健康方面，束胸者更倾向于寻求他们认为跨性别友好、不会对他们口出恶言的医疗专家的帮助。 

## 历史
束胸在许多历史背景下出现过。穿束腹是减小乳房大小的一种方式。 不同的历史时期对于女性身材的看法各不相同，例如在整个西部欧洲历史到维多利亚时代期间广泛使用的紧身胸衣（束腹）。日本和服也可以被看作一种非常精致的束胸形式，尽管腰带绕在下部躯干周围，但胸部仍被晒束缚。在1920年代，飞来波女郎为了使形象更不传统化而进行束胸。 

## 相关词条
- 熨胸
- 缩胸
- 乳房切除术